# Carpinteri & Faraguna
Carpinteri & Faraguna sono una coppia di giornalisti, scrittori e commediografi dialettali italiani di origine triestina, Lino Carpinteri (Trieste 1924 - Trieste 2013) e Mariano Faraguna (Trieste 1924 - Trieste 2001).
La maggior parte delle loro opere è ambientata in una regione, più ideale che reale, incontro delle culture mitteleuropee e adriatiche che va da Trieste all'alta Dalmazia (comprendendo Istria e Quarnero). L'epoca storica è spesso quella in cui queste terre erano comprese nell'Impero Austro-Ungarico (vista come epoca "felix") vissuta da personaggi con forte connotazione locale e popolare. La lingua utilizzata è il cosiddetto istro-veneto: più che un dialetto, una "lingua franca" su base veneta con numerosissime influenze slovene e tedesche, ma perfino turche e arabe.

## Le Maldobrìe
L'opera principale e più conosciuta, anche fuori dai confini locali, è la serie delle "Maldobrìe" (dal croato malo dobro = poco bene, mica bene, così così; che porta anche il significato dialettale di marachelle, birbonate, ecc.): raccolte di storie e racconti di ambiente giuliano-dalmata ispirati al ricordo di un mondo che non c'è più e a dei valori ormai scomparsi.
Lo schema dei racconti è pressoché sempre lo stesso: i battibecchi e i ricordi di Bortolo (un marinaio ormai in pensione e dalle mille avventure, reali o millantate) e della siora Nina (anziana massaia pettegola e credulona).
L'elenco dei volumi:
- Le Maldobrìe (1965)
- Prima della Prima Guerra (1968)
- L'Austria era un paese ordinato (1969)
- Noi delle Vecchie Province (1971)
- Povero nostro Franz (1976)
- Viva l'A. (1983).

Ci sono però altri volumi che vale la pena di ricordare:
- Serbidiola
- Porto Sconto
- Débegnac, Débegnac
- Cosa dirà la Débegnac?
- Delikatessen
- Cosa dirà la gente
- Trieste in anticamera - Nove anni sotto due bandiere

## Il Teatro
La produzione teatrale del duo si ispira anch'essa ai temi, ai luoghi e ai personaggi della Maldobrìe, sviluppandone anche la lingua, questa volta "parlata". A Trieste e provincia, e talvolta anche in Istria e Quarnero, sono numerose le messe in scena delle commedie di C&F da parte sia di compagnie importanti, in particolare Il Teatro stabile del Friuli Venezia Giulia e poi per molti anni fino al tempo presente La Contrada Teatro stabile di Trieste, e di filodrammatiche dilettantesche.
Alcuni titoli: "Le Maldobrie", Un biglietto da mille corone (1987), Marinaresca (1988), Co' ierimo putei (1989), Sette sedie di paglia di Vienna (1991), Due paia di calze di seta di Vienna (1992), Putei e putele (1992), Pronto, mama...? (1993) e Locanda Grande (1994); inoltre esistono svariate raccolte di adattamenti delle Maldobrìe, sia come drammatizzazioni che come monologhi.

## La poesia
Serbidìola....

## Il giornalismo
La Cittadella, Il Piccolo...